# Nima Râciului
Nima Râciului – wieś w Rumunii, w okręgu Marusza, w gminie Râciu. W 2011 roku liczyła 200 mieszkańców.